# Karl Leopold Friedrich Moser von Ebreichsdorf
Karl Leopold Friedrich Moser von Ebreichsdorf, ab 1765 Freiherr (* 16. Oktober 1688; † 3. November 1770 in Wien) war niederösterreichischer Land-Untermarschall.

## Leben
Karl Leopold Friedrich war der Sohn von Max Ferdinand Ritter von Moser von Ebreichsdorf (* 3. Juni 1632) und Maria Clara von Grüner, verwitwete von Ankerskron. Von 1709 bis 1711 bereiste er Deutschland, die Niederlande, Holland und England. 1712 wurde er wirklicher niederösterreichischer Regierungsrat und 1713 Präses der Postcommission in Wien. 1729 wurde er von Kaiser Karl VI. zum niederösterreichischen Land-Untermarschall ernannt. Er war an der Gründung der savoyischen Akademie auf der Laimgrube in Wien, die später mit dem k. k. Theresianum (heute das Gymnasium Theresianum) vereinigt wurde, maßgeblich beteiligt. Karl Leopold Friedrich verwaltete erfolgreich mehrere Stiftungen.
Am 6. Oktober 1764 wurde er in Anerkennung seiner Verdienste zum geheimen Rate ernannt, zugleich wurde er als Landuntermarschall enthoben, ein Amt, das er 35 Jahre ausgeübt hat. Karl Leopold Friedrich von Moser und seine Nachkommen wurden am 26. Jänner 1765 in den Reichsfreiherrnstand erhoben. 
1732 erwarb er die Herrschaft Achau mit dem Riedenhof und 1756 auch die Herrschaft Guntramsdorf; die Gründung eines Fideikommisses über diese Güter wurde vom Kaiser nicht genehmigt.
Er heiratete in erster Ehe am 11. November 1714 Maria Theresia von Cischini († 1742), mit der er 18 Kinder hatte. Am 12. August 1743 ehelichte er Maria Katharina von Brockhof und hatte noch zwei Kinder.

## Werke
- Tractatus academicus ex jure publico, canonico et civili (Viennae 1709, A. Voigtin, 4°.)